# Stromatium
Stromatium (лат.) — род жуков-усачей из подсемейства настоящих усачей.

## Описание
Бугорки, к которым прикреплены усики, особенно у самцов, более или менее вытянуты на внутреннем крае в зубчик.Переднеспинка у самца с густо волосистыми вдавлениями на боках и нижней стороне. Усики у самца гораздо и у самки слегка длиннее тела.

## Систематика
В составе рода:
- Stromatium alienum Pascoe, 1857
- Stromatium ambiguum (Newman, 1842)
- Stromatium barbatum (Fabricius, 1775)
- Stromatium chilensis Cerda, 1968
- Stromatium longicorne (Newman, 1842)
- Stromatium unicolor (Olivier, 1795)